# Europarlamentari del Regno Unito della VI legislatura
Gli europarlamentari del Regno Unito della VI legislatura, eletti in occasione delle elezioni europee del 2004, sono stati i seguenti.

## Composizione storica
| Europarlamentare                   | Lista                                      | Gruppo    |
| ---------------------------------- | ------------------------------------------ | --------- |
| Jim Allister                       | Partito Unionista Democratico              | NI        |
| Richard Ashworth                   | Partito Conservatore                       | PPE-DE    |
| Robert Atkins                      | Partito Conservatore                       | PPE-DE    |
| Elspeth Attwooll                   | Liberal Democratici                        | ALDE      |
| Gerard Batten                      | Partito per l'Indipendenza del Regno Unito | IND/DEM   |
| Christopher Beazley                | Partito Conservatore                       | PPE-DE    |
| Godfrey Bloom                      | Partito per l'Indipendenza del Regno Unito | IND/DEM   |
| Graham Booth                       | Partito per l'Indipendenza del Regno Unito | IND/DEM   |
| John Bowis                         | Partito Conservatore                       | PPE-DE    |
| Philip Bradbourn                   | Partito Conservatore                       | PPE-DE    |
| Philip Bushill-Matthews            | Partito Conservatore                       | PPE-DE    |
| Martin Callanan                    | Partito Conservatore                       | PPE-DE    |
| Michael Cashman                    | Partito Laburista                          | PSE       |
| Giles Chichester                   | Partito Conservatore                       | PPE-DE    |
| Derek Roland Clark                 | Partito per l'Indipendenza del Regno Unito | IND/DEM   |
| Richard Corbett                    | Partito Laburista                          | PSE       |
| Chris Davies                       | Liberal Democratici                        | ALDE      |
| Bairbre De Brún                    | Sinn Féin                                  | GUE/NGL   |
| Nirj Deva                          | Partito Conservatore                       | PPE-DE    |
| Den Dover                          | Partito Conservatore                       | PPE-DE    |
| Andrew Duff                        | Liberal Democratici                        | ALDE      |
| James Elles                        | Partito Conservatore                       | PPE-DE    |
| Jill Evans                         | Plaid Cymru                                | Verdi/ALE |
| Jonathan Evans                     | Partito Conservatore                       | PPE-DE    |
| Robert Evans                       | Partito Laburista                          | PSE       |
| Nigel Farage                       | Partito per l'Indipendenza del Regno Unito | IND/DEM   |
| Glyn Ford                          | Partito Laburista                          | PSE       |
| Neena Gill                         | Partito Laburista                          | PSE       |
| Fiona Hall                         | Liberal Democratici                        | ALDE      |
| Daniel Hannan                      | Partito Conservatore                       | PPE-DE    |
| Malcolm Harbour                    | Partito Conservatore                       | PPE-DE    |
| Christopher Heaton-Harris          | Partito Conservatore                       | PPE-DE    |
| Roger Helmer                       | Partito Conservatore                       | PPE-DE    |
| Mary Honeyball                     | Partito Laburista                          | PSE       |
| Richard Howitt                     | Partito Laburista                          | PSE       |
| Ian Hudghton                       | Partito Nazionale Scozzese                 | Verdi/ALE |
| Stephen Hughes                     | Partito Laburista                          | PSE       |
| Christopher Huhne                  | Liberal Democratici                        | ALDE      |
| Caroline Jackson                   | Partito Conservatore                       | PPE-DE    |
| Sajjad Karim                       | Liberal Democratici                        | ALDE      |
| Robert Kilroy-Silk                 | Partito per l'Indipendenza del Regno Unito | IND/DEM   |
| Glenys Kinnock                     | Partito Laburista                          | PSE       |
| Timothy Kirkhope                   | Partito Conservatore                       | PPE-DE    |
| Roger Knapman                      | Partito per l'Indipendenza del Regno Unito | IND/DEM   |
| Jean Lambert                       | Partito Verde di Inghilterra e Galles      | Verdi/ALE |
| Caroline Lucas                     | Partito Verde di Inghilterra e Galles      | Verdi/ALE |
| Baroness Sarah Ludford             | Liberal Democratici                        | ALDE      |
| Elizabeth Lynne                    | Liberal Democratici                        | ALDE      |
| Linda Mcavan                       | Partito Laburista                          | PSE       |
| Arlene Mccarthy                    | Partito Laburista                          | PSE       |
| Edward Mcmillan-Scott              | Partito Conservatore                       | PPE-DE    |
| David Martin                       | Partito Laburista                          | PSE       |
| Claude Moraes                      | Partito Laburista                          | PSE       |
| Eluned Morgan                      | Partito Laburista                          | PSE       |
| Ashley Mote                        | Partito per l'Indipendenza del Regno Unito | NI        |
| Mike Nattrass                      | Partito per l'Indipendenza del Regno Unito | IND/DEM   |
| Bill Newton Dunn                   | Liberal Democratici                        | ALDE      |
| James Nicholson                    | Partito Unionista dell'Ulster              | PPE-DE    |
| Baroness Nicholson of Winterbourne | Liberal Democratici                        | ALDE      |
| Neil Parish                        | Partito Conservatore                       | PPE-DE    |
| John Purvis                        | Partito Conservatore                       | PPE-DE    |
| Peter Skinner                      | Partito Laburista                          | PSE       |
| Alyn Smith                         | Partito Nazionale Scozzese                 | Verdi/ALE |
| Struan Stevenson                   | Partito Conservatore                       | PPE-DE    |
| Catherine Stihler                  | Partito Laburista                          | PSE       |
| Robert Sturdy                      | Partito Conservatore                       | PPE-DE    |
| David Sumberg                      | Partito Conservatore                       | PPE-DE    |
| Charles Tannock                    | Partito Conservatore                       | PPE-DE    |
| Jeffrey Titford                    | Partito per l'Indipendenza del Regno Unito | IND/DEM   |
| Gary Titley                        | Partito Laburista                          | PSE       |
| Geoffrey Van Orden                 | Partito Conservatore                       | PPE-DE    |
| Theresa Villiers                   | Partito Conservatore                       | PPE-DE    |
| Diana Wallis                       | Liberal Democratici                        | ALDE      |
| Sir Graham Watson                  | Liberal Democratici                        | ALDE      |
| Phillip Whitehead                  | Partito Laburista                          | PSE       |
| John Whittaker                     | Partito per l'Indipendenza del Regno Unito | IND/DEM   |
| Thomas Wise                        | Partito per l'Indipendenza del Regno Unito | IND/DEM   |
| Terence Wynn                       | Partito Laburista                          | PSE       |

## Modifiche intervenute

### Partito Conservatore
- In data 12.05.2005 a Theresa Villiers subentra Syed Kamall.

### Partito Laburista
- In data 01.01.2006 a Phillip Whitehead subentra Glenis Willmott.
- In data 28.08.2006 a Terence Wynn subentra Brian Simpson.

### Partito per l'Indipendenza del Regno Unito
- In data 01.10.2008 a Graham Booth subentra Trevor Colman.

### Liberal Democratici
- In data 12.05.2005 a Christopher Huhne subentra Sharon Bowles.